# チャールズ・グレイ (俳優)
チャールズ・グレイ（Charles Gray, 1928年8月29日 - 2000年3月7日）は、イギリス出身の俳優。本名はドナルド・グレイ（Donald Gray）。

## 経歴
ドーセット州ボーンマスに生まれる
。
1952年にリージェンツ・パークの野外劇場で、シェイクスピアの『お気に召すまま』に出演し、俳優の道を歩み始める。ストラトフォード・アポン・エイヴォン、ウェスト・エンド、ブロードウェイの劇場で舞台を踏み、映画にも出演するようになる。007シリーズの『007は二度死ぬ』でジェームズ・ボンドに協力するヘンダーソンを演じ、『007 ダイヤモンドは永遠に』でブロフェルドを演じた。また、英国グラナダTVの『シャーロック・ホームズの冒険』、『シャーロック・ホームズの素敵な挑戦』ではシャーロック・ホームズの兄マイクロフトを演じた。
ジャック・ホーキンスが喉頭癌の手術で声を失った際は、吹き替えも行った。
ロンドンの病院で死去。71歳没。

## 主な出演作品
- 月世界一番乗り Man in the Moon (1960)
- 潜行 Masquerade (1965)
- 将軍たちの夜 The Night of the Generals (1967)
- 007は二度死ぬ You Only Live Twice  (1967)
- 脱走大作戦 The Secret War of Harry Frigg (1968)
- モスキート爆撃隊 Mosquito Squadron (1969)
- 黄金線上の男 The File of the Golden Goose (1969)
- 華麗なる暗殺 The Executioner  (1970)
- クロムウェル Cromwell (1970)
- 007 ダイヤモンドは永遠に Diamonds Are Forever (1971)
- ロッキー・ホラー・ショー The Rocky Horror Picture Show (1975)
- シャーロック・ホームズの素敵な挑戦 The Seven-Per-Cent Solution (1976)
- レガシー The Legacy (1978)
- シャーロック・ホームズの冒険 The Memoirs of Sherlock Holmes (1994) テレビシリーズ